# Panaqolus maccus
Panaqolus maccus (лат.) — вид лучепёрых рыб из семейства кольчужных сомов, обитающий в Южной Америке.

## Описание
Общая длина достигает 8,8 см. Голова умеренно широкая, морда уплощённая сверху, с одонтодами (кожными зубчиками). По бокам рта имеются 2 усика. Глаза среднего размера. Рот представляет собой присоску. Туловище коренастое, покрыто костными пластинками. Хвостовой стебель с небольшими одонтодами. Спинной плавник большой, длинный, с 1—2 жёсткими лучами. Жировой плавник маленький, расположен близко к спинному. Грудные и брюшные плавники широкие. У самцов есть острый генитальный сосочек, у самок он большой, округлый, выпуклый. Анальный плавник вытянутый, с короткой основой. Хвостовой плавник с небольшой выемкой, лопасти широкие.
Окраска светло-коричневая. Цвет меняется в зависимости от возраста и области обитания до чёрного или белого. Брюхо всегда белого цвета. По телу идут 5—12 узких и широких тёмных полос, иногда они настолько широкие, что сливаются с основным цветом. Плавники полосатые.

## Образ жизни
Это бентопелагическая рыба. Встречается на умеренном течении с песчаным дном. Эта рыба довольно территориальная и агрессивная. Днём прячется среди коряг и камней. Активна ночью. Питается водорослями и мелкими беспозвоночными. Продолжительность жизни составляет 15 лет.

## Размножение
Половая зрелость наступает в 1,5—2 года. Нерест происходит в пещере с узким входом. Самец охраняет кладку.

## Распространение
Является эндемиком Венесуэлы. Обитает в бассейнах рек Апуре и Карони.